# 紫坪铺镇
紫坪铺镇，是中华人民共和国四川省成都市都江堰市曾经下辖的一个镇。
2014年12月起，紫坪铺镇被并入龙池镇。

## 行政区划
紫坪铺镇撤销前下辖以下地区：
岷江社区、都江社区村、白沙社区村、沙湾社区村、紫坪社区村、望江社区村和黎明社区村。